# Máel Dúin mac Fergusa
Máel Dúin mac Fergusa (mort en 785) est roi de roi de Sud-Brega  issu du sept Uí Chernaig de Lagore du Síl nÁedo Sláine lignée des Uí Néill du sud. Il est le fils de Fergus mac Fogartaig (mort en 751), un précédent roi de Sud-Brega, et le petit-fils de l'Ard ri Erenn Fogartach (mort en  724). Il règne de 778 à 785.
L'Ard ri Erenn Donnchad Midi mac Domnaill (mort en 797) engage une campagne contre le Leinster en 780 puis conclu la paix. L'année suivante en  781 la bataille de Rig oppose le Síl nÁedo Sláine et les Uí Garrchon une lignée des Laigin et son roi Cú Chongalt est tué. Donnchad avait soumis  Brega en 778 et les  annales ne précisent pas si cette action contre les Uí Garrchon fait partie de l'offensive de Donnchad Midi ou est un acte de défi des « Hommes de Brega » ou même un simple conflit frontalier sans rapport avec l'opération de Donnchad. Cette campagne est significative car les deux septs du Síl nÁedo Sláine, les Uí Chernaig et les Uí Chonaing de nord Brega, y participent ensemble alors que les deux septs s'étaient combattus pendant la plus grande partie du VIIIe siècle. Máel Dúin et son cousin Fogartach mac Cummascaig (mort en 786) furent les chefs des Uí Chernaig lors de ce combat.

## Postérité
Máel Dúin porte le titre de roi de Loch Gabor à sa mort dans son obit des annales et c'est la première fois que ce titre est utilisé par les annalistes Ses fils, Óengus mac Máele Dúin (mort en 825) et Cairpre mac Máele Dúin (mort en 836) furent également roi de Loch Gabor.Son autre fils Fogartach est l'ancêtre de la lignée de rois de Loch Gabor qui se termine avec Giolla Seachnaill mac Giolla Mo Chonna (mort en 1033).